# Максаковський Володимир Павлович
Максаковський Володимир Павлович (4 червня 1924 року, Москва — 12 січня 2015 року, Москва) — радянський і російський (українського походження) економіко-географ, країнознавець, доктор географічних наук (1970), професор, академік Російської академії педагогічних наук від 1992 року, почесний професор Московського педагогічного державного університету. Учасник Другої світової війни. Відомий, передусім, як автор серії підручників з соціально-економічної географії світу.

## Біографія
Володимир Павлович народився в родині службовців. Після закінчення 9 класу середньої школи 1941 року добровольцем вступив до лав Народного ополчення міста Москви, воював на Західному фронті. Нагороджений орденом Вітчизняної війни II ступеня, медалями «За оборону Москви», «За перемогу над Німеччиною у Великій Вітчизняній війні». 1945 року, ще в армії, поступив на заочне відділення географічного факультету Московського державного університету імені М. В. Ломоносова. У 1946—1950 роках навчався на денному відділенні факультету. У студентські роки був секретарем Бюро ВЛКСМ, сталінським стипендіатом. Після закінчення університету 1950 року В. П. Максаковський поступив до аспірантури на кафедру економічної географії соціалістичних країн географічного факультету. Диплом Максаковський писав під керівництвом Вітвера І. О., він же був його науковим керівником дисертації до літа 1954 року, коли у Вітвера стався інсульт. Після чого новим керівником став Маєргойз Ісаак Мойсейович.
1953 року Володимир Павлович закінчив аспірантуру. 1955 року в Московському університеті захистив кандидатську дисертацію на тему «Паливна промисловість європейських країн народної демократії. Структурні та географічні зрушення» (рос. Топливная промышленность европейских стран народной демократии. Структурные и географические сдвиги). 1970 року Володимир Павлович в Інституті географії АН СРСР захистив докторську дисертацію на тему «Паливні ресурси соціалістичних країн зарубіжної Європи. Досвід економіко-географічного аналізу» (рос. Топливные ресурсы социалистических стран зарубежной Европы. Опыт экономико-географического анализа).
З 16 жовтня 1953 року — по 12 січня 2015 року плідно працював у Московському державному педагогічному інституті;
- з 1953 по 1954 роки — асистентом на  кафедрі;
- з 1954 по 1959 роки — старшим викладачем;
- з 1959 по 1971 роки — доцентом;
- з 1971 року — професором;
- з 1958 по 1965 роки — деканом географічного факультету;
- з 1968 року очолював спочатку кафедру економічної географії, а потім кафедру економічної та соціальної географії[2].

У 1976—1992 роках працював членом постійної Комісії з географічної освіти Міжнародного географічного союзу, де представляв СРСР.

## Наукові праці
Основний напрямок досліджень Максаковського — загальна теорія соціально-економічної географії, а також дослідження в рамках її основних гілок: географіянаселення, історична і політична географія, географія промисловості, країнознавство. Максаковський В. П. — автор понад 700 наукових статей, географічних карт, навчальних посібників і підручників з географії для середньої та вищої школи, зокрема «Економічної географії зарубіжних країн», що витримала понад 20 видань, «Географічної картини світу». Багато поколінь географів України вчилися за підручниками Володимира Павловича, великого майстра своєї справи. Максаковський був одним з керівників підготовки багатотомного країнознавчого видання «Країни і народи» у 1978—1985 роках. Володимир Павлович за роки плідної праці підготував 28 кандидатів наук.
Володимир Павлович приділив велику увагу вивченню географічної культури як всесвітньо-історичного явища, виділивши в ньому чотири найважливіші аспекти, по кожному з яких ним були проведені ґрунтовні дослідження:
- географічна картина світу,
- географічне мислення,
- методи географії,
- мова географії.

Найвідоміші праці:
- Стройки социализма в европейских странах народной демократии. М.: Географгиз, 1952. — 200 с.
- Угольная промышленность европейских стран народной демократии. Краткая экономическая характеристика. М.: Углетехиздат, 1958. — 170 с.
- Дунай. М.: Географгиз, 1959. — 53 с.
- Крупнейшие промышленные объекты Польши, Чехословакии, ГДР. Пособие для учителей. М.: Учпедгиз, 1961. — 164 с.
- Новостройки друзей. (Новое в географии промышленности Польши, ГДР, Чехословакии, Венгрии, Румынии и Болгарии в 1959—1965 гг.). М.: Знание, 1962. — 48 с.
- Большой Дунай. М.: Знание, 1963. — 48 с.
- Топливные ресурсы социалистических стран Европы. М.: Недра, 1968. — 191 с.
- Польша. Страноведческие очерки. М.: Просвещение, 1969. — 207 с.
- Топливная промышленность социалистических стран Европы. М.: Недра, 1975. — 205 с.
- Новостройки СЭВ. М.: Знание, 1979. — 48 с.
- Экономическая и социальная география зарубежных стран — М.: Просвещение. 1980, 1981.-Ч.1.2.
- Научные основы школьной географии. М.: Просвещение, 1982. — 96 с.
- Экономическая и социальная география мира: население мира: Экспериментальные материалы учеб. пособия для углубл. изучения курса. М.: Просвещение, 1987. — 78 с.
- География: экономическая и социальная география мира: учеб. для 10-го кл. ср. школы.: в 2-х кн. М.: Просвещение, 1990. — 239 + 64 с. (23-е изд. — 2014).
- Географическая картина мира: 230 «каналов углубления» к курсу «Экономическая и социальная география мира»: (10-й кл.). Ч. 1: Общая характеристика мира. Ярославль: Добро, 1993. — 303 с.
- Географическая картина мира: 230 «каналов углубления» к курсу «Экономическая и социальная география мира»: (10-й кл.). Ч. 2: Региональная характеристика мира. Ярославль: Добро, 1993. — 559 с.
- Методические рекомендации по курсу «Экономическая и социальная география мира»: (10-й кл.). Рязань: Горизонт, 1993. — 74 с.
- Методическое пособие по социальной и экономической географии мира: Книга для учителя. М.: Просвещение, 1994. — 141 с.
- Географическая картина мира: 230 «каналов углубления» к курсу «Экономическая и социальная география мира»: (10-й кл.). 2-е изд., испр. и доп. Ч. 1: Общая характеристика мира. Ярославль: Верх.-Волж. кн. изд-во, 1995. — 315 с.
- Географическая картина мира: 230 «каналов углубления» к курсу «Экономическая и социальная география мира»: (10-й кл.). 2-е изд., испр. и доп. Ч. 2: Региональная характеристика мира. Ярославль: Верх.-Волж. кн. изд-во, 1996. — 318 с.
- Географическая картина мира: 230 «каналов углубления» к курсу «Экономическая и социальная география мира»: (10-й кл.). 2-е изд., испр. и доп. Ч. 3: Глобальные проблемы человечества. Ярославль: Верх.-Волж. кн. изд-во, 1996. — 157 с.
- Историческая география мира: Учеб. пособие для студентов вузов. М.: Экопрос, 1997. — 584 с.
- Географическая культура: учебник для вузов. М.: Гуманит. изд. центр ВЛАДОС, 1998. — 416 с.
- Всемирное культурное наследие. М.: Издательский сервис, 2000. — 416 с.
- Преподавание географии в зарубежной школе. М.: Гуманит. изд. центр ВЛАДОС, 2001. — 368 с.
- Всемирное культурное наследие. М.: Просвещение, 2003. — 608 с.
- Географическая картина мира: учебник для вузов. Кн. I: Общая характеристика мира. М.: Дрофа, 2003. — 496 с. (5-е изд. — 2009).
- Географическая картина мира: учебник для вузов. Кн. II: Региональная характеристика мира. М.: Дрофа, 2004. — 480 с. (5-е изд. — 2009).
- Литературная география. Книга для учителя. М.: Просвещение, 2006. — 408 с.
- Общая экономическая и социальная география. Курс лекций. Часть 1. М.: Гуманит. изд. центр ВЛАДОС, 2009. — 367 с.
- Общая экономическая и социальная география. Курс лекций. Часть 2. М.: Гуманит. изд. центр ВЛАДОС, 2009. — 528 с.
- «Года к суровой прозе клонят…». Сб. статей, опубликованных в 2009—2011 гг. М., 2011. — 356 с.
- Экономика знаний. Смоленск: Универсум, 2012. — 104 с.
- Актуальные проблемы России. Смоленск: Универсум, 2014. — 138 с.

## Нагороди та відзнаки
- Орден Вітчизняної війни II ступеня[4].
- Медаль «За оборону Москви»[4].
- Медаль «За перемогу над Німеччиною у Великій Вітчизняній війні 1941—1945 рр.»[4].
- Медаль Н. К. Крупської[3].
- Відмінник просвіти СРСР[3].
- 1977 рік — Державна премія СРСР за підручник «Соціально-економічна географія зарубіжних країн»[3].
- 1987 рік — Державна премія СРСР за багатотомне видання «Країни і народи»[3].
- 1996 рік — премія президента Російської Федерації в галузі освіти за навчально-методичний комплект з курсу географії для 10-го класу[3].
- Золота медаль Російської академії освіти[3].
- 2008 рік — Премія Уряду Російської Федерації в галузі освіти за комплект навчальних та навчально-довідкових видань для вищої професійної освіти[3].

Максаковський В. П. був почесним членом Російського географічного товариства, географічних товариств Болгарії та Чехії. Входив до навчально-методичної ради з географії УМО з класичної університетської освіти, секція економічної і соціальної географії. Був почесним професором Московського педагогічного державного університету, входив до складу вченої ради, завідував кафедрою економічної та соціальної географії географічного факультету.

## Родина
- Син — Микола Володимирович Максаковський (1956 року народження), радянський російський географ.

## Пам'ять
- 2-4 червня 2016 року в Москві пройшли перші Максаковські читання[5].

## Цікаві факти
Максаковський В. П. був поетом-аматором, автором гімнів географічних факультетів Московських державного і педагогічного державного університетів. 1999 року в Рязані вийшов збірник з його віршованими творами.